# Histoire économique du Royaume-Uni
L'Histoire économique du Royaume-Uni traite de l'histoire économique du Royaume-Uni, de sa création en 1707 jusqu'à nos jours.